# Federação Cearense de Futebol
A Federação Cearense de Futebol (FCF) é a entidade brasileira que comanda o futebol no Estado do Ceará, cabendo-lhe, ainda, representar os clubes cearenses perante a Confederação Brasileira de Futebol (CBF).
A Associação dos Desportos do Ceará (ADC), que tomou o lugar da Liga Metropolitana como maior organizadora do futebol local. Em 11 de julho de 1941, a mesma passou a se chamar Federação Cearense de Desportos (FCD), por decreto do então presidente da República Getúlio Vargas. Em 22 de novembro de 1972, deu origem a atual Federação Cearense de Futebol com o desmembramento em várias federações correspondentes aos variados esportes cobertos pela FCD.

## Presidência e Diretoria de Departamentos
A diretoria da FCF é composta por:
- Presidente: Mauro Carmélio Santos Costa Júnior
- Vice-presidente: Francisco Eudes Bringel e Mauro Carmélio Neto
- Diretora Financeira: Cintia Sousa
- Diretor de Competição: Francisco Eudes Bringel
- Diretor Jurídico: Eugênio Vasques e Leandro Vasques
- Diretor Administrativo: Geobert Harry
- Diretora de Registro: Gerlânia Silveira
- Diretor de  Estádios: Josimar de Carvalho
- Coordenador de Competições: Elmo Mariano
- Diretor de Marketing: Biriba do Vale
- Assessoria de Comunicação:  Daniel França
- Diretor da Comissão de Arbitragem: Paulo Silvio dos Santos
- Escola de Arbitragem: Nailton Oliveira

## Competições organizadas

### Profissional
| Competição                    | Edição atual      | Ultima edição     | Atual campeão           | Ref.              |
| Futebol Masculino             | Futebol Masculino | Futebol Masculino | Futebol Masculino       | Futebol Masculino |
| ----------------------------- | ----------------- | ----------------- | ----------------------- | ----------------- |
| Campeonato Cearense - Série A | 2025              | 2025              | Ceará (47° título)      | [ 2 ]             |
| Campeonato Cearense - Série B | 2025              | 2025              | Maranguape (1° título)  | [ 3 ]             |
| Campeonato Cearense - Série C | 2025              | 2024              | Quixadá (1° título)     | [ 4 ]             |
| Copa Fares Lopes              | 2024              | 2024              | Ferroviário (3° título) | [ 5 ]             |
| Taça Padre Cícero             | 2025              | 2025              | Maracanã-CE (2° título) | [ 6 ]             |
| Futebol Feminino              |                   |                   |                         |                   |
| Campeonato Cearense Feminino  | 2024              | 2024              | Ceará (5º título)       | [ 7 ]             |

### Competições de Base
Futebol Masculino
- Campeonato Cearense Sub-20
- Campeonato Cearense Sub-17
- Campeonato Cearense Sub-15
- Campeonato Cearense Sub-13
- Copa Manjadinho Sub-11 e Sub-14
- Taça FCF Sub-20

Futebol Feminino
- Campeonato Cearense Sub-20
- Campeonato Cearense Sub-17

## Clubes cearenses em Competições Nacionais e Internacionais

### Temporada 2025
| Competição                   | Temporada 2025 |
| ---------------------------- | -------------- |
| Série A                      | Ceará SC       |
| Série A                      | Fortaleza EC   |
| Série B                      | —              |
| Série C                      | Floresta EC    |
| Série D                      | Ferroviário AC |
| Série D                      | Horizonte FC   |
| Série D                      | AD Iguatu      |
| Série D                      | Maracanã EC    |
| Copa do Brasil               | Ceará SC       |
| Copa do Brasil               | Fortaleza EC   |
| Copa do Brasil               | Maracanã EC    |
| Copa do Brasil               | Ferroviário AC |
| Copa Libertadores da América | Fortaleza EC   |
| Copa Sul-Americana           | —              |
| Copa do Nordeste             | Ceará SC       |
| Copa do Nordeste             | Ferroviário AC |
| Copa do Nordeste             | Fortaleza EC   |
| Copa do Nordeste             | Maracanã EC    |

## Clubes cearenses no Ranking da CBF
Futebol Feminino
Ranking atualizado em 13 de dezembro de 2024:
| Pos. | Comparação | Clube               | Pontos | Brasileirão 2025 |
| ---- | ---------- | ------------------- | ------ | ---------------- |
| 21°  | (5)        | Fortaleza           | 4.012  | Série A2         |
| 22°  | (8)        | Ceará               | 3.880  | Série A3         |
| 77°  | (27)       | R4                  | 570    | —                |
| 82°  | (8)        | Guarani de Juazeiro | 520    | —                |
| 96°  | (4)        | Menina Olímpica     | 342    | —                |

Futebol Masculino
Ranking atualizado em 13 de dezembro de 2024:
| Pos. | Comparação | Clube             | Pontos | Brasileirão 2025 | Cearense 2025 |
| ---- | ---------- | ----------------- | ------ | ---------------- | ------------- |
| 9°   | Estável    | Fortaleza         | 11.616 | Série A          | Série A       |
| 22°  | (4)        | Ceará             | 7.188  | Série A          | Série A       |
| 51°  | (2)        | Ferroviário       | 2.281  | Série D          | Série A       |
| 61°  | (1)        | Floresta          | 1.652  | Série C          | Série A       |
| 85°  | (4)        | Atlético Cearense | 973    | —                | Série B       |
| 92°  | (30)       | Iguatu            | 864    | Série D          | Série A       |
| 131° | (22)       | Caucaia           | 421    | —                | Série B       |
| 140° | (13)       | Pacajus           | 357    | —                | Série C       |
| 153° | (81)       | Maracanã          | 255    | Série D          | Série A       |
| 168° | (22)       | Guarany de Sobral | 229    | —                | Série C       |
| 170° | (27)       | ADRC Icasa        | 228    | —                | Série B       |
| 195° | (15)       | Crato             | 153    | —                | Série B       |
| 238° | (3)        | Barbalha          | 15     | —                | Série A       |

## Ranking CONMEBOL
Ranking atualizado em 16 de dezembro de 2024:
| Pos. | Comparação | Clube     | Pontos |
| ---- | ---------- | --------- | ------ |
| 37°  | (2)        | Fortaleza | 2077,1 |
| 64°  | (1)        | Ceará     | 697,2  |

## Ranking Nacional de Federações
Futebol Feminino
Ranking atualizado em 13 de dezembro de 2024:
| Ano  | Pontuação | Posição | Comparação |
| ---- | --------- | ------- | ---------- |
| 2019 | 7.512     | 10°     | Estável    |
| 2020 | 6.144     | 12°     | (2)        |
| 2021 | 6.432     | 12°     | Estável    |
| 2022 | 6.816     | 11°     | (1)        |
| 2023 | 8.626     | 9°      | (2)        |
| 2024 | 10.378    | 8°      | (1)        |
| 2025 | 9.324     | 9°      | (1)        |

Futebol Masculino
Ranking atualizado em 13 de dezembro de 2024:
| Ano  | Pontuação | Posição | Comparação |
| ---- | --------- | ------- | ---------- |
| 2018 | 11.947    | 10°     | Estável    |
| 2019 | 13.664    | 10°     | Estável    |
| 2020 | 16.853    | 10°     | Estável    |
| 2021 | 21.084    | 8°      | (2)        |
| 2022 | 25.595    | 7°      | (1)        |
| 2023 | 28.914    | 6°      | (1)        |
| 2024 | 27.956    | 6°      | Estável    |
| 2025 | 26.310    | 6°      | Estável    |

## Ranking FCF
Ranking profissional divulgado em 2024, com validade para 2025:
| Posição | Posição | Clube               | Cidade            | Pontos |
| Em 2024 | Em 2023 | Clube               | Cidade            | Pontos |
| ------- | ------- | ------------------- | ----------------- | ------ |
| 1º      | Estável | Fortaleza           | Fortaleza         | 9.967  |
| 2º      | Estável | Ceará               | Fortaleza         | 8.823  |
| 3º      | Estável | Ferroviário         | Fortaleza         | 7.240  |
| 4º      | Estável | Caucaia             | Caucaia           | 5.677  |
| 5º      | Estável | Atlético Cearense   | Fortaleza         | 5.645  |
| 6º      | (3)     | Floresta            | Fortaleza         | 5.227  |
| 7º      | (1)     | Iguatu              | Iguatu            | 5.158  |
| 8º      | (4)     | Maracanã            | Maracanaú         | 4.398  |
| 9º      | (3)     | Pacajus             | Pacajus           | 4.357  |
| 10º     | (3)     | Icasa               | Juazeiro do Norte | 3.951  |
| 11º     | Estável | Barbalha            | Barbalha          | 3.832  |
| 12º     | (3)     | Horizonte           | Horizonte         | 3.146  |
| 13º     | Estável | Guarani de Juazeiro | Juazeiro do Norte | 2.906  |
| 14º     | (4)     | Guarany de Sobral   | Sobral            | 2.624  |
| 15º     | (1)     | Crato               | Crato             | 2.512  |
| 16º     | (5)     | Tirol               | Fortaleza         | 2.456  |
| 17º     | (1)     | Itapipoca           | Itapipoca         | 2.062  |
| 18º     | (2)     | Pacatuba            | Pacatuba          | 2.022  |
| 19º     | (2)     | Tiradentes          | Fortaleza         | 2.020  |
| 20º     | (1)     | Maranguape          | Maranguape        | 1.874  |
| 21º     | (1)     | Cariri              | Juazeiro do Norte | 1.862  |
| 22º     | (3)     | EC Limoeiro         | Limoeiro do Norte | 979    |
| 23º     | (1)     | Crateús             | Crateús           | 968    |
| 24º     | (3)     | Terra e Mar         | Fortaleza         | 837    |
| 25º     | (1)     | Itarema             | Itarema           | 760    |
| 26º     | (3)     | União               | Fortaleza         | 734    |
| 27°     | (6)     | Quixada             | Quixadá           | 650    |
| 28º     | (1)     | Tianguá             | Tianguá           | 550    |
| 29º     | (5)     | Acopiara Academy    | Acopiara          | 548    |
| 30°     | (1)     | Aliança             | Fortaleza         | 534    |
| 31º     | (3)     | Calouros do Ar      | Fortaleza         | 366    |
| 32°     | Estável | Anjos do Céu        | Fortaleza         | 201    |
| 32º     | (2)     | Arsenal de Caridade | Caridade          | 201    |

## Participações de Clubes Cearenses no Brasileirão
Em negrito, o ano em que o clube foi campeão da divisão. Em Itálico as competições atuais que os clubes disputam.

### Série A
| Clubes      | Participações | Temporadas                                                                                     |
| ----------- | ------------- | ---------------------------------------------------------------------------------------------- |
| Fortaleza   | 27            | 1960-1961, 1965-1966, 1968, 1973-1979, 1981, 1983-1984, 1986, 1993, 2003, 2005-2006, 2019-2025 |
| Ceará       | 27            | 1959, 1962-1964, 1971-1980, 1982, 1985-1987, 1993, 2010-2011, 2018-2022, 2025                  |
| Ferroviário | 6             | 1979-1984                                                                                      |
| América-CE  | 1             | 1967                                                                                           |

### Série B
| Clubes            | Participações | Temporadas                                                                                 |
| ----------------- | ------------- | ------------------------------------------------------------------------------------------ |
| Ceará             | 32            | 1981, 1983-1984, 1988-1992, 1994-2009, 2012-2017, 2023-2024                                |
| Fortaleza         | 18            | 1972, 1980, 1982-1983, 1985, 1987, 1989, 1991-1992, 1994, 2000-2002, 2004, 2007-2009, 2018 |
| Guarany de Sobral | 6             | 1971-1972, 1981, 1983, 1986, 2002                                                          |
| Ferroviário       | 6             | 1971, 1982-1983, 1986, 1989, 1991                                                          |
| Icasa             | 4             | 2010-2011, 2013-2014                                                                       |
| Tiradentes-CE     | 1             | 1982                                                                                       |
| Calouros do Ar    | 1             | 1972                                                                                       |

### Série C
| Clubes            | Participações | Temporadas                                        |
| ----------------- | ------------- | ------------------------------------------------- |
| Ferroviário       | 17            | 1988, 1992, 1995-1998, 2001-2006, 2019-2022, 2024 |
| Fortaleza         | 14            | 1990, 1995-1999, 2010-2017                        |
| Icasa             | 7             | 2005-2009, 2012, 2015                             |
| Floresta          | 5             | 2021-2025                                         |
| Guarany de Sobral | 4             | 2001, 2003, 2011-2012                             |
| Itapipoca         | 2             | 2003, 2007                                        |
| Atlético Cearense | 1             | 2022                                              |
| Horizonte         | 1             | 2008                                              |
| AD Limoeiro       | 1             | 2004                                              |
| Esporte Limoeiro  | 1             | 1998                                              |
| Quixadá           | 1             | 1997                                              |

### Série D
| Clubes              | Participações | Temporadas                       |
| ------------------- | ------------- | -------------------------------- |
| Guarany de Sobral   | 6             | 2010, 2013-2014, 2017, 2020-2021 |
| Atlético Cearense   | 5             | 2016, 2019, 2021, 2023-2024      |
| Guarani de Juazeiro | 5             | 2011, 2015-2018                  |
| Ferroviário         | 4             | 2009, 2018, 2023, 2025           |
| Iguatu              | 3             | 2023-2025                        |
| Horizonte           | 2             | 2012, 2025                       |
| Maracanã-CE         | 2             | 2024-2025                        |
| Caucaia             | 2             | 2021, 2023                       |
| Pacajus             | 2             | 2022-2023                        |
| Icasa               | 2             | 2016, 2022                       |
| Floresta            | 2             | 2019-2020                        |
| Tirol               | 1             | 2026                             |
| Crato               | 1             | 2022                             |
| Tiradentes-CE       | 1             | 2013                             |

## Participações de Clubes Cearenses na Copa do Brasil
| Clubes              | Participações | Temporadas                                             |
| ------------------- | ------------- | ------------------------------------------------------ |
| Ceará               | 30            | 1990-1991, 1993-1994, 1997-2003, 2005, 2007, 2009-2025 |
| Fortaleza           | 28            | 1989, 1992, 1997, 1999-2013, 2015-2017, 2019-2025      |
| Ferroviário         | 11            | 1989, 1995-1996, 2004, 2018-2019, 2021-2025            |
| Icasa               | 5             | 2006, 2008-2009, 2015, 2022                            |
| Horizonte           | 3             | 2011-2012, 2014                                        |
| Iguatu              | 2             | 2023-2024                                              |
| Caucaia             | 2             | 2020, 2023                                             |
| Guarany de Sobral   | 2             | 2016, 2021                                             |
| Barbalha            | 2             | 2014, 2020                                             |
| Atlético Cearense   | 2             | 2017, 2019                                             |
| Guarani de Juazeiro | 2             | 2013, 2017                                             |
| Maracanã-CE         | 1             | 2025                                                   |
| Floresta            | 1             | 2018                                                   |

## Participações de Clubes Cearenses em Competições Internacionais

### Copa Libertadores da América
| Clubes    | Participações | Temporadas      |
| --------- | ------------- | --------------- |
| Fortaleza | 3             | 2022-2023, 2025 |

### Copa Sul-Americana
| Clubes    | Participações | Temporadas      |
| --------- | ------------- | --------------- |
| Fortaleza | 3             | 2020, 2023-2024 |
| Ceará     | 3             | 2011, 2021-2022 |

### Copa Conmebol
| Clubes | Participações | Temporadas |
| ------ | ------------- | ---------- |
| Ceará  | 1             | 1995       |

## Participações de Clubes Cearenses na Copa do Nordeste
| Clubes            | Participações | Temporadas                                                   |
| ----------------- | ------------- | ------------------------------------------------------------ |
| Ceará             | 20            | 1997-2003, 2010, 2013-2016, 2018-2025                        |
| Fortaleza         | 17            | 1994, 1997-1998, 2001-2002, 2010, 2013, 2015-2017, 2019-2025 |
| Ferroviário       | 7             | 1997, 1999, 2018, 2022-2025                                  |
| Floresta          | 2             | 2022-2023                                                    |
| Atlético Cearense | 2             | 2017, 2022                                                   |
| Guarany de Sobral | 2             | 1994, 2014                                                   |
| Maracanã-CE       | 1             | 2025                                                         |
| Iguatu            | 1             | 2024                                                         |
| Caucaia           | 1             | 2023                                                         |
| Juazeiro-CE       | 1             | 2000                                                         |